# ONE PIECE外傳
ONE PIECE 特別篇，改編自尾田榮一郎的同名原作漫畫《ONE PIECE》，本條目包含漫畫、動畫、小說等外傳相關作品。

## 衍生作品

### 草帽劇場
《ONE PIECE 草帽劇場》是各話數頁的短篇。草帽劇場劇最初的設定是在第304話「長環長島的冒險」附贈的全彩4格漫畫「海上的音樂會」。後由集英社發行的三本總集中編成3頁在「REPORT TIME」刊登。以這部作品為開端，總集編共有5篇被發表，成為被動畫化的「草帽劇場」的系列名。除了「CHOPPER MAN」外其餘都以「○○TIME」來表示。

### 喬巴超人
《喬巴超人》最初起於四格短漫《ONE PIECE 草帽劇場》中的短篇之一，後於《最強Jump》2012年1月號至2014年2月號期間正式連載，作者武井宏文，單行本全5卷。同時電視動畫也製作原創劇本，播放第336集「喬巴超人出動！保衛海濱的電視台」，故事敘述主人翁喬巴超人帶領其助手娜美菲雅粉碎邪惡組織「騙人達巴達團」陰謀的故事。
單行本
| 卷數 | 副標題                    | 集英社（JUMP COMICS） | 集英社（JUMP COMICS）  | 青文出版社    | 青文出版社           |
| 卷數 | 副標題                    | 發售日期              | ISBN                   | 發售日期      | EAN                  |
| ---- | ------------------------- | --------------------- | ---------------------- | ------------- | -------------------- |
| 1    | 我們的英雄 喬巴超人登場!! | 2012年5月2日          | ISBN 978-4-08-870447-0 | 2015年3月25日 | EAN 471-8016-01197-7 |
| 2    | 「色情怪獸」來襲!!        | 2012年11月2日         | ISBN 978-4-08-870547-7 | 2015年5月25日 | EAN 471-8016-01273-8 |
| 3    | 加油能量                  | 2013年6月4日          | ISBN 978-4-08-870678-8 | 2015年8月25日 | EAN 471-8016-01392-6 |
| 4    | 「惡夢再臨」              | 2013年11月1日         | ISBN 978-4-08-870847-8 | 2016年2月25日 | EAN 471-8016-01706-1 |
| 5    | 我們的朋友 喬巴超人！     | 2014年6月4日          | ISBN 978-4-08-880082-0 | 2016年7月25日 | EAN 471-8016-01887-7 |
喬巴超人 衝啊!大家的喬巴老師
| 卷數 | 集英社       | 集英社                 | 青文出版社    | 青文出版社             |
| 卷數 | 發售日期     | ISBN                   | 發售日期      | ISBN                   |
| ---- | ------------ | ---------------------- | ------------- | ---------------------- |
| 全   | 2012年2月3日 | ISBN 978-4-08-870441-8 | 2014年5月30日 | ISBN 978-986-310-792-7 |
【登場角色】
喬巴超人
聲優：大谷育江（日本）；詹雅菁（台灣）
本作的主人翁，正義的夥伴。靠著寫有C字樣的「喬巴披風」飛行，武器是「必殺可愛電波」不管是什麼樣的敵人，面對這個攻擊一下子就投降了（羅賓花花就是一個例子），如果這招對某些敵人無效，喬巴超人就會用憤怒的武力「喬巴暴力」狠狠的揍他，另外，喬巴超人最喜歡的模型戰鬥機就是全長10cm的「空中一號（Airforce C Mark 2）」。和原作不同的是，除人獸形外他沒有其他的變身型態。沒有任務的時候喜歡邊吃洋芋片邊看喜劇。
娜美菲雅
聲優：岡村明美（日本）；許淑嬪（台灣）
本作的女主角，喬巴超人身邊的憐愛的助手，主要職責是管理喬巴超人的任務、管理家計，同樣是見錢眼開，原作中將超級魯夫轟炸機賣了換一堆戒指，動畫版則是將戒指賣掉把超級魯夫轟炸機重新買回來解決喬巴超人的危機。
魯夫轟炸機
聲優：田中真弓（日本）；詹雅菁（台灣）
全長50m的巨型機器人，能說話，性格「我行我素」，原本是騙人達巴達團的秘密兵器，喬巴超人操作他摧毀了騙人達巴達團基地，後來被娜美菲雅賣掉換了一堆寶石戒指，動畫版手臂會伸長。
Dr.騙人達巴達
聲優：山口勝平（日本）；符爽（台灣）
邪惡的化身，率領著邪惡組織“騙人達巴達團”企圖征服世界，製造出許多「惡人」、「惡怪獸」、「惡機器」的邪惡科學家，他的身邊有個三個幹部，但幾乎都沒什麼用處，索隆基拉和香吉士羅布斯不認真工作，羅賓芙洛拉無法和喬巴超人戰鬥，因此常為人材不足而煩惱，對自己的歌聲很有自信。
索隆基拉
聲優：中井和哉（日本）；宋克軍（台灣）
騙人達巴達團的三惡人之「飯糰怪人」，有著一張飯糰臉，下半身姿態像力士一樣，兩胸畫有「11」的字樣，對飯糰情有獨鍾，出門要是沒帶飯糰，肯定會被他訓斥「下次記得要帶」。
香吉羅普斯
聲優：平田廣明（日本）；孫中台（台灣）
騙人達巴達團的三惡人之「好色怪獸」，襯衫上畫有「SR」的字樣，雖然他極度否認自己是色情狂，滿腦子卻全都是好色的念頭，動畫版裡很會做菜。
羅賓花花
聲優：山口由里子（日本）；許淑嬪（台灣）
騙人達巴達團的三惡人之「花朵怪人」，擁有6隻手臂，擔任Dr.騙人達巴達身邊的秘書，是三惡人裡最真誠、最遵從老大騙人達巴達的命令、每次都被喬巴超人的「必殺可愛電波」擊倒的壞女人。
佛朗咔嚓
聲優：矢尾一樹（日本）；符爽（台灣）
動畫原創機器人。超級魯夫轟炸機被喬巴超人搶走後，Dr.騙人達巴達的另一新作，口頭禪是「嗯〜SUPER!」」，實力是未知數，平時藏匿在海裡，對Dr.騙人達巴達很忠誠。
騙人達巴團3名戰鬥員
騙人達巴達團的小嘍囉，十分聽命但不大聰明，即使是抓人也會弄錯對象。
約瑟夫&強尼
聲優：高塚正也&德山靖彦（日本）；孫中台&宋克軍（台灣）
動畫原創人物。在索隆基拉自創的時代劇中扮演強盜。
波琪
聲優：中山沙羅（日本）；詹雅菁（台灣）
動畫原創人物。在索隆基拉自創的時代劇中扮演被強盜欺負的善良百姓。
秀麵包
聲優：生野陽子（日本）；許淑嬪（台灣）
動畫原創人物。海濱電視台女主播。
風野實
聲優：鈴木實（日本）；孫中台（台灣）
動畫原創人物。在喬巴超人和Dr.騙人達巴達的摔角賽中擔任解說員。

### 魯夫捕頭傳
《ONE PIECE 時代劇》又稱魯夫捕頭傳和海賊時代劇，完全遠離海賊世界，以虛構世界中的時代劇風格為故事。在劇中草帽海賊團一行人穿著舊時代服飾，以不同於往常的身份、職業出現，過著與海上冒險截然不同的生活。場景設定是與江戶時代的日本很相近的「日本本」。
故事敘述人們都過著安居樂業的日子，卻有一個名為巴其的壞蛋率領著「小丑一家」來到鎮上，並打算到錢莊搶錢，這時出現了個捕頭「草帽小子魯夫」打敗了小丑一家，後續魯夫捕頭將阻止各壞人陰謀的故事。
作品一覽
| 播放日期       | 話數 | 副標題                                     | 備註         |
| -------------- | ---- | ------------------------------------------ | ------------ |
| 2005年12月18日 | TVSP | 年末特別企畫! 草帽小子魯夫捕頭傳           | 一小時特別篇 |
| 2006年12月24日 | 291  | 魯夫捕頭再登場！是夢境還是現實！彩票大騷動 |              |
| 2007年1月7日   | 292  | 城內的灑年糕大競賽！大紅鼻子的陰謀         |              |
| 2007年4月1日   | 303  | 犯人是魯夫捕頭？追尋消失的大櫻花樹！       |              |
| 2009年6月21日  | 406  | 時代劇特別篇 魯夫捕頭再次登場！            |              |
| 2009年6月28日  | 407  | 時代劇特別篇 打破！恐怖商會的圈套！        |              |

【登場角色】
草帽小子捕頭／蒙其·D·魯夫
聲優：田中真弓（日本）；詹雅菁（台灣）
衙門捕頭。
羅羅亞·索隆
聲優：中井和哉（日本）；宋克軍（台灣）
流浪和尚。
娜美
聲優：岡村明美（日本）；許淑嬪（台灣）
飯館「風車店」老闆娘。
騙人布
聲優：山口勝平（日本）；符爽（台灣）
衙門捕快。
香吉士
聲優：平田廣明（日本）；孫中台（台灣）
飯館「風車店」主廚。
藍鼻子醫生／多尼多尼·喬巴
聲優：大谷育江（日本）；詹雅菁（台灣）
醫生。
妮可·羅賓
聲優：山口由里子／小林優子〈ep.303〉（日本）；許淑嬪（台灣）
衙門密探。
薇薇公主
聲優：渡邊美佐（日本）；詹雅菁（台灣）
「日本本」公主。
佛朗基
聲優：矢尾一樹（日本）；符爽（台灣）
木工師傅。
布魯克
聲優：長（日本）；宋克軍（台灣）
流浪吹笛手。
巴其
聲優：千葉繁（日本）；孫中台〈特別篇〉→符爽〈ep.291-292〉→宋克軍〈ep.303〉（台灣）
「小丑一家」首領。
麗佳
聲優：鎌田梢（日本）；楊凱凱（台灣）
鎮上小孩。

### 航海王派對
《ONE PIECE PARTY航海王派對》（ワンピースパーティー）由安藤英作畫，於《最強Jump》2015年1月號起刊載，全7卷。是以Q版風格繪製的番外搞笑漫畫，有著各種平行世界故事。
出版書籍
| 卷數 | 集英社（JUMP COMICS） | 集英社（JUMP COMICS）  | 東立出版社     | 東立出版社             |
| 卷數 | 發售日期              | ISBN                   | 發售日期       | ISBN                   |
| ---- | --------------------- | ---------------------- | -------------- | ---------------------- |
| 1    | 2015年10月3日         | ISBN 978-4-08-880552-8 | 2016年4月22日  | ISBN 978-986-348-313-7 |
| 2    | 2016年7月4日          | ISBN 978-4-08-880732-4 | 2016年11月3日  | ISBN 978-986-348-533-9 |
| 3    | 2017年8月4日          | ISBN 978-4-08-881199-4 | 2017年12月22日 | ISBN 978-986-486-725-7 |
| 4    | 2018年6月4日          | ISBN 978-4-08-881507-7 | 2018年11月16日 | ISBN 978-957-26-1414-3 |
| 5    | 2019年3月4日          | ISBN 978-4-08-881776-7 | 2019年9月2日   | ISBN 978-957-26-3048-8 |
| 6    | 2020年4月3日          | ISBN 978-4-08-882155-9 | 2021年2月22日  | ISBN 978-957-26-5123-0 |
| 7    | 2021年2月4日          | ISBN 978-4-08-882623-3 | 2022年5月13日  | ISBN 978-957-26-6576-3 |

### 航海王談戀愛
《航海王談戀愛》（戀するワンピース）本作故事敘述了與草帽海賊團同名的高中生的衍生搞笑漫畫，由伊原大貴作畫，2018年6月18日起於「少年Jump+」和官方網站「ONE PIECE.com」開始連載，本系列作於2021年11月7日暫停連載，於2025年4月10日起在「少年Jump+」中恢復連載。
此外，2025年3月22日宣布本作改編為網路動畫，將於同年4月1日至5日在YouTube、TikTok、Instagram上發布。
登場人物
主要人物
- 山本海賊王：金本涼輔
- 小山菜美：佐倉綾音
- 中津川噓風：中村悠一、佐倉綾音（嬰兒時期）

次要人物
- 吉岡咲灯：鬼頭明里
- 生物社社長：石田彰
- 土田：潘惠美
- 黑野虜：子安武人

原作人物
- 旁白：大場真人
- 魯夫（必殺技）：田中真弓
- 香吉士（必殺技）：平田廣明
- 布魯克（人體模型）：チョー
- 納菲魯塔利·薇薇：渡邊美佐
- 克洛克達爾：大友龍三郎
- 寇沙：草尾毅
- 加卡：植村喜八郎
- 跑得快：平田廣明
- 士兵（巴洛克華克偽裝）：木村昴
- 士兵：尾高慶安、浅野良介
- 叛亂軍：浅野良介、尾高慶安、吾妻奎太、杉山優斗

其他人物
- 惡霸學生①、惡霸學生④：中井和哉
- 惡霸學生②、惡霸學生③：山口勝平
- 店員：小橋美憂
- 生物社社員①、生物社社員②：石田彰
- 園區廣播：田中真弓
- 鞋子：チョー
- 試膽女學生①：小原好美
- 試膽女學生②：三上枝織
- 學生人群、園區人群：浅野良介、尾高慶安、吾妻奎太、杉山優斗、小橋美憂、秋山実咲、早瀬ゆり、若山実祐希
- 卡牌聲音：金本涼輔
- 廣谷北志（みなみやませまし）：北谷洋

工作人員
- 原作：伊原大貴
- 製作人：小林美姫
- 系列導演：鎌谷悠、重矢葉月
- 人物設計：飯田花緒
- 美術導演：田中里緑
- 色彩設計：中島苗実
- 攝影導演：大堀滉介
- 製作擔當：白石彩夏

各話標題
| 話數   | 中文標題 （日文標題）         | 首播日期   | 改編話數      |
| ------ | ----------------------------- | ---------- | ------------- |
| 1      | LOVE ROMANCE —愛情的序幕—     | 2025-04-01 | 第1話         |
| 2      | 動物園                        | 2025-04-02 | 第2話         |
| 3      | VERSUS！！生物社              | 2025-04-03 | 第4、19、20話 |
| 4      | 航海王談戀愛 番外篇           | 2025-04-04 | 番外篇        |
| 5      | 書書果實                      | 2025-04-05 | 第136話       |
| 特別篇 | ONE PIECE DAY'25 前夜祭特別篇 | 2025-08-09 | 第159話       |

## 動畫特別篇
本系列主要是以原著的著名篇章（東海篇、空島篇、水之七島篇 等）、或是人氣角色（魯夫、娜美、薩波等）的故事，以此為基礎重新製作的特別篇動畫，並將故事濃縮至兩小時內，也有完全原創新故事，於每年的夏季末（偶爾也有冬季）的「週六PREMIUM」（土曜プレミアム）時間段於電視上播放。

### 海肚臍大冒險
《航海王：海肚臍大冒險》（ONE PIECE ルフィ落下! 秘境・海のヘソの大冒険）於2000年12月20日首播。
故事介紹
草帽小子一行人在航海途中釣魚時釣到了一個寶箱，打開一看發現裡面有一張紙，寫著「看到大海的肚臍就跳進去，那裡長眠著夢幻的寶藏」，同時海面上出現了一個大洞，就像海的肚臍眼一樣。娜美、騙人布和香吉士決定一起進入海肚臍去尋寶，另一方面留守在船上的魯夫和索隆撿到了一封神秘的瓶中信。被捲入海中的魯夫和索隆遇到了居住在海肚臍的少女美洛和少年哈姆。此時娜美、騙人布也遇到了裘克船長的亡靈。當索隆和神獸一直處於戰鬥中，美洛援護索隆；最後魯夫等人的援護成功擊倒裘克船長的亡靈。
登場角色
| 角色名稱               | 配音員                 | 配音員                 |
| 角色名稱               | 日本                   | 台灣                   |
| 主要角色「草帽海賊團」 | 主要角色「草帽海賊團」 | 主要角色「草帽海賊團」 |
| ---------------------- | ---------------------- | ---------------------- |
| 蒙其·D·魯夫            | 田中真弓               | 錢欣郁                 |
| 羅羅亞·索隆            | 中井和哉               | 宋克軍                 |
| 娜美                   | 岡村明美               | 許淑嬪                 |
| 騙人布                 | 山口勝平               | 符爽                   |
| 賓什莫克·香吉士        | 平田廣明               | 孫中台                 |
| 本作角色               |                        |                        |
| 美洛                   | 大谷育江               | 錢欣郁                 |
| 哈姆                   | 高山南                 | 許淑嬪                 |
| 裘克船長               | 大塚明夫               | 宋克軍                 |

### 奔向大海原
《航海王：奔向大海原！父親偉大的夢想》（ONE PIECE 大海原にひらけ! でっかいでっカイ父の夢）於2003年4月6日首播。
故事介紹
一名少女阿曼達由於握有去世父親的寶藏圖秘密，而和妹妹蜜莉雅和弟弟荷立一起被海賊團擄走。阿曼達說動了船上負責看守他們的打雜海賊馬庫司和波妮帶著他們一起逃跑。他們躲藏在一座無人島上尋寶時，碰到了草帽小子一行人剛好也來到了島上。就在一夥人相處甚歡時，拜恩海賊團的查普竟也循線追來了。
登場角色
| 角色名稱               | 配音員                 | 配音員                 |
| 角色名稱               | 日本                   | 台灣                   |
| 主要角色「草帽海賊團」 | 主要角色「草帽海賊團」 | 主要角色「草帽海賊團」 |
| ---------------------- | ---------------------- | ---------------------- |
| 蒙其·D·魯夫            | 田中真弓               | 錢欣郁                 |
| 羅羅亞·索隆            | 中井和哉               | 宋克軍                 |
| 娜美                   | 岡村明美               | 許淑嬪                 |
| 騙人布                 | 山口勝平               | 符爽                   |
| 賓什莫克·香吉士        | 平田廣明               | 孫中台                 |
| 多尼多尼·喬巴          | 大谷育江               | 錢欣郁                 |
| 妮可·羅賓              | 山口由里子             | 許淑嬪                 |
| 本作角色               |                        |                        |
| 阿曼達                 | 川上倫子               | 錢欣郁                 |
| 蜜莉雅                 | 川田妙子               | 錢欣郁                 |
| 荷立                   | 木內玲子               | 許淑嬪                 |
| 馬庫司                 | 永野廣一               | 宋克軍                 |
| 波妮                   | 金月真美               | 許淑嬪                 |
| 查普                   | 草尾毅                 | 孫中台                 |
| 拜恩                   | 二又一成               | 符爽                   |

### 最後的大舞台
《航海王：堅守最後的大舞台》（ONE PIECE 守れ! 最後の大舞台）於2003年12月14日首播。
故事介紹
草帽小子一行人無意間來到一座島，在這裡看到有個名為蘭道爾夫的舞台劇演員將演出最後一場戲，魯夫他們決定留下來看戲，沒想到卻誤打誤撞成了臨時替代的演員，不過被他們一演就變成了亂七八糟的鬧劇，偏偏海軍也在這時候來抓蘭道爾夫，原來蘭道爾夫以前也是海軍上校，被自己的部下陷害，以偷渡海軍槍械武器賣給海賊的名義要被送到軍事法庭審判，幸好魯夫他們出手守護蘭道爾夫的最後舞台。
登場角色
| 角色名稱               | 配音員                 | 配音員                 |
| 角色名稱               | 日本                   | 台灣                   |
| 主要角色「草帽海賊團」 | 主要角色「草帽海賊團」 | 主要角色「草帽海賊團」 |
| ---------------------- | ---------------------- | ---------------------- |
| 蒙其·D·魯夫            | 田中真弓               | 詹雅菁                 |
| 羅羅亞·索隆            | 中井和哉               | 宋克軍                 |
| 娜美                   | 岡村明美               | 許淑嬪                 |
| 騙人布                 | 山口勝平               | 符爽                   |
| 賓什莫克·香吉士        | 平田廣明               | 孫中台                 |
| 多尼多尼·喬巴          | 大谷育江               | 詹雅菁                 |
| 妮可·羅賓              | 山口由里子             | 許淑嬪                 |
| 本作角色               |                        |                        |
| 蘭道爾夫               | 園部啟一               | 孫中台                 |
|                        | 銀河萬丈               | 符爽                   |
|                        | 稻田徹                 | 符爽                   |
|                        | 松野太紀               | 宋克軍                 |
|                        | 中嶋聡彦               | 孫中台                 |
|                        | 永木貴代子             | 許淑嬪                 |
| 卡巴那中校             | 二又一成               | 宋克軍                 |
|                        | 鳥海浩輔               | 符爽                   |
|                        | 服巻浩司               | 符爽                   |
|                        | 龍谷修武               | 孫中台                 |

### 娜美特別篇
《航海王：娜美之章～領航員之淚與伙伴的羈絆〜》（日语：ONE PIECE エピソードオブナミ 〜航海士の涙と仲間の絆〜）是電視動畫《ONE PIECE》的特別節目，於2012年8月25日在日本播出。
製作概要
該，24小時特別節目為電影版的《阿拉巴斯坦戰記》、《喬巴身世之謎》以原著的著名篇章所重新繪製的版本接續製作。為「週六PREMIUM」時段播出的《ONE PIECE》電視特別篇第一彈。
至於本作挑選的原作著名篇章為「惡龍領域篇（娜美篇）」重新繪製成這套特別篇，在劇情上與原作有一定區別。發售的BD/DVD光碟版將於2012年11月30日於日本地區發行。
- 本作主題曲為「（We Are!）」，同時也是電視動畫版的第一首片頭曲，只是本作特別篇由AAA演唱。

劇情簡介
娜美離開了魯夫他們，把一整船的寶藏帶回了故鄉可可亞西村，於是魯夫決定要去找她；來到小島上才發現，娜美是統治這個小島的魚人海盜團惡龍海賊團的成員，騙人布無意間認識了娜美的異姓姐姐莉莉，才開始知道娜美的坎坷身世。娜美從8年前開始，為了籌措1億貝里，從惡龍手中買回這個可可亞西村，只好答應惡龍為她繪製海圖，並且四處去偷海盜的財物。沒想到就在快要籌到1億貝里的這時候，跟惡龍串通的海軍上尉老鼠，居然來把這筆錢搶走了；惡龍根本不想實現約定，他只是在利用娜美，要娜美一輩子替他畫海圖。魯夫知道以後，決定要幫助這個伙伴。
配音員列表
| 角色名稱               | 配音員                                                             | 配音員                             |
| 角色名稱               | 日本                                                               | 台灣                               |
| 主要角色「草帽海賊團」 | 主要角色「草帽海賊團」                                             | 主要角色「草帽海賊團」             |
| ---------------------- | ------------------------------------------------------------------ | ---------------------------------- |
| 蒙其·D·魯夫            | 田中真弓                                                           | 詹雅菁                             |
| 羅羅亞·索隆            | 中井和哉                                                           | 宋克軍                             |
| 娜美                   | 岡村明美                                                           | 許淑嬪                             |
| 騙人布                 | 山口勝平                                                           | 符爽                               |
| 賓什莫克·香吉士        | 平田廣明                                                           | 孫中台                             |
| 多尼多尼·喬巴          | 大谷育江                                                           | 詹雅菁                             |
| 妮可·羅賓              | 山口由里子                                                         | 許淑嬪                             |
| 佛朗基                 | 矢尾一樹                                                           | 符爽                               |
| 布魯克                 | 長                                                                 | 宋克軍                             |
| 惡龍海賊團             |                                                                    |                                    |
| 惡龍                   | 小杉十郎太                                                         | 孫中台                             |
| 克羅歐比               | 江川央生                                                           | 宋克軍                             |
| 小八                   | 森川智之                                                           | 符爽                               |
| 啾                     | 小野坂昌也                                                         | 孟慶府                             |
| 可可亞西村             |                                                                    |                                    |
| 貝爾梅爾               | 日高範子                                                           | 詹雅菁                             |
| 麗麗                   | 山崎和佳奈                                                         | 劉如蘋                             |
| 阿健                   | 鹽屋浩三                                                           | 符爽                               |
| Dr.那克                | 麻生智久                                                 | 陳彥鈞                             |
| 賞金獵人               |                                                                    |                                    |
| 約瑟克                 | 德山靖彥                                                 | 符爽                               |
| 強尼                   | 高塚正也                                                           | 宋克軍                             |
| 黑貓海賊團             |                                                                    |                                    |
| 克洛                   | 橋本晃一                                                           | 孫中台                             |
| 傑克斯                 | 矢尾一樹                                                           | 符爽                               |
| 山姆                   | 小野坂昌也                                                         | 孟慶府                             |
| 布奇                   | 高戶靖廣                                                           | 陳彥鈞                             |
| 海賊                   |                                                                    |                                    |
| 喬拉可爾·密佛格        | 掛川裕彦                                                           | 符爽                               |
| 海軍                   |                                                                    |                                    |
| 老鼠上校               | 西脇保                                                             | 宋克軍                             |
| 其他角色               |                                                                    |                                    |
| 魚人                   | 服卷浩司 増谷康紀 三浦祥朗 宮崎寛務 松原大典             | 孟慶府 陳彥鈞 符爽                 |
| 怪力三兄弟             | 田中一成 藤本隆弘 荒井聰太                     | 孟慶府 陳彥鈞 符爽                 |
| 村民                   | 藤井幸代 照井春佳 南山裕希 渡邊未來 佐佐木智代 | 劉如蘋 孟慶府 陳彥鈞 孫中台 宋克軍 |
| 村民                   | 神兒遊助 （特別出演）                                              | 孟慶府                             |
| 村民                   | 佐藤勝利 （特別出演）                                              | 陳彥鈞                             |
| 魚人海賊               | 西島隆弘 （特別出演）                                              | 孟慶府                             |
| 旁白                   | 大場真人                                                           | 孫中台                             |

### 魯夫特別篇
《航海王：魯夫之章～手掌島的冒險〜》（ONE PIECE 魯夫特別篇〜手掌島的冒險〜）是電視動畫《ONE PIECE》的特別節目，於2012年12月15日在日本播出。該2小時特別節目為紀念電影《ONE PIECE FILM Z》上映而製作，在上映日於電視台同日播出。為「週六PREMIUM」時段播出的《ONE PIECE》電視特別篇第二彈。

### 梅利特別篇
《航海王：黃金梅利號之章～另一位伙伴的故事〜》（日语：ONE PIECE エピソードオブメリー 〜もうひとりの仲間の物語〜，ONE PIECE 梅利特別篇〜另一位夥伴的故事〜）是電視動畫《ONE PIECE》的特別節目，於2013年8月24日在日本播出。為「週六PREMIUM」時段播出的《ONE PIECE》電視特別篇第三彈。

### 3D2Y篇
《航海王： 跨越艾斯之死！ 魯夫與夥伴的誓言》是電視動畫《ONE PIECE》的特別節目，於2014年8月30日在日本富士電視台播出。該2小時特別節目為慶祝本作《ONE PIECE》電視動畫已播映15周年。為「週六PREMIUM」時段播出的《ONE PIECE》電視特別篇第4彈。
至於本作是原作與動畫未曾敘述過的故事為完全新作，劇情主要敘述魯夫在在暗號《3D2Y》中寄託的含義及「頂點戰爭」兩年間向雷利學習霸氣的修行。

### 薩波特別篇
《航海王：薩波篇 〜3兄弟的羈絆 奇跡的再會和被繼承的意志〜》（日语：ONE PIECE エピソードオブサボ 〜3兄弟の絆 奇跡の再会と受け継がれる意志〜）是電視動畫《ONE PIECE》的特別節目，於2015年8月22日在日本富士電視台播出。此外該片在電視播放完畢時發表製作新電影《ONE PIECE FILM GOLD》。該2小時特別節目為「週六PREMIUM」時段播出的《ONE PIECE》電視特別篇第5彈。
至於本作是以主角魯夫的義兄弟薩波為主要軸心人物，與魯夫、波特卡斯·D·艾斯的童年回憶為重新繪製的版本，在劇情上與原作有一定區別，本作也有原作與動畫未曾敘述過的故事，劇情主要敘述以薩波的角度潛入多雷斯羅薩的故事。

### 迷霧島大冒險
《航海王：迷霧島大冒險》（日语：ONE PIECE 〜アドベンチャー オブ ネブランディア〜）是電視動畫《ONE PIECE》的特別節目，於2015年12月19日在日本播出。2016年1月31日在台灣首播。
製作概要
該2小時特別節目為為「週六PREMIUM」時段播出的《ONE PIECE》電視特別篇第6彈。
至於本作為完全新作，是原作與動畫未曾敘述過的故事，劇情主要敘述在新世界繼續冒險的草帽海賊團，接到再次回來弗克西海賊團的挑戰，與新角色「天才軍師」孔明在霧之島對抗。
- 主題曲為「Black Make Up」，由安室奈美恵演唱；作詞和作曲為Andreas Oberg、Sigurd Rosnes、XIN_G、TIGER。

劇情簡介
在新世界冒險的草帽小子一行人，接到了曾經打敗的弗克西海賊團所下的「Davy Back Fight」復仇戰帖，同時弗克西海賊團也新加入了孔明、銅雀、關勝這三個手下作為作戰參謀。魯夫一如過往的不顧同伴的反對接受挑戰，不料卻落入新加入弗克西海賊團的作戰參謀「孔明」設下的陷阱，奪走了索隆和香吉士的力氣並將兩人擄走。一行人追在其後來到了「迷霧島」，危機四伏險象環生的這座島上，是座會受到海水產生的霧氣影響的「封印能力者之島」？
配音員列表
| 角色名稱        | 配音員 | 配音員                                |
| 角色名稱        | 日本 | 台灣                                  |
| 草帽海賊團      | 草帽海賊團 | 草帽海賊團                            |
| --------------- | --- | ------------------------------------- |
| 蒙其·D·魯夫     | 田中真弓 | 詹雅菁                                |
| 羅羅亞·索隆     | 中井和哉 | 宋克軍                                |
| 娜美            | 岡村明美 | 許淑嬪                                |
| 騙人布          | 山口勝平 | 符爽                                  |
| 賓什莫克·香吉士 | 平田廣明 | 孫中台                                |
| 多尼多尼·喬巴   | 大谷育江 | 詹雅菁                                |
| 妮可·羅賓       | 山口由里子 | 許淑嬪                                |
| 佛朗基          | 矢尾一樹 | 符爽                                  |
| 布魯克          | 長 | 宋克軍                                |
| 弗克西海賊團    | |                                       |
| 弗克西          | 島田敏 | 孫中台                                |
| 波琪            | 中山真奈美 | 許淑嬪                                |
| 漢堡            | 掛川裕彥 | 宋克軍                                |
| 卡柏帝          | 土田大 | 符爽                                  |
| 比格潘          | 大場真人 | 孫中台                                |
| 皮克魯斯        | 龍谷修武 | 李世揚                                |
| 線蚯蚓          | 難波圭一 | 宋克軍                                |
| 啾啾鳥          | 粗忽屋 | 錢欣郁                                |
| 海軍            | |                                       |
| 阿鶴            | 松島實 | 錢欣郁                                |
| 卡普            | 中博史 | 孫中台                                |
| 迷霧島          | |                                       |
| 孔明            | 市川猿之助 | 符爽                                  |
| 銅雀            | 音尾琢真 | 李世揚                                |
| 關勝            | 木下鳳華 | 宋克軍                                |
| 其他角色        | |                                       |
| 香菇蛇          | 粗忽屋西神戶店 | 孫中台                                |
| 無名女角        | 森下由樹子 大和田仁美 齋藤優佳 高橋花林 奥谷楓 祖山桃子 金魚和嘉菜                                                                            | 許淑嬪 詹雅菁                         |
| 無名男角        | 織田優成 平井啓二 服卷浩司 半田裕典 滑川洋平 大坪康亮 石原朋典 森瀬惇平 秋山幸輝 服部想之介 | 宋克軍 孫中台 符爽 李世揚 魏德 宋昱璁 |

### 黃金之心
《航海王：黃金之心》是電視動畫《ONE PIECE》的特別節目，於2016年7月16日在日本富士電視台播出。該2小時特別節目為為電影版《ONE PIECE FILM GOLD》公開記念特別企畫，為電影版故事的前傳。為「週六PREMIUM」時段播出的《ONE PIECE》電視特別篇第七彈。
主題曲為「Destiny」，由同樣擔任電視動畫版第二首片尾曲的大槻真希所擔任作詞、作曲及演唱；插曲為「オルガ アルケミの子守唄」，由本作特別來賓濱邊美波（飾演：歐爾嘉）演唱。聲優由知名俳優的小栗旬出演，飾演本作反派史上最凶殘最瘋狂的尋寶獵人。

### 東海特別篇
《航海王：東海篇～魯夫與四名伙伴的大冒險～》（日语：ONE PIECE エピソードオブ東の海〜ルフィと4人の仲間の大冒険！！〜）是電視動畫《ONE PIECE》的特別節目，於2017年8月26日在日本播出。
製作概要
該2小時特別節目為為慶祝《ONE PIECE》電視動畫已播映20周年。為「週六PREMIUM」時段播出的《ONE PIECE》電視特別篇第八彈。
至於本作是以原著的著名篇章所重新繪製的版本接續製作，至於本作挑選的原作著名篇章為「東海篇」（故事則細分成：魯夫篇、索隆篇、騙人布篇、香吉士篇、娜美篇）重新繪製成這套特別篇，在劇情上與原作有一定區別。
- 本作主題曲為「ウィーアー! for the new world 〜With 100 friends〜」，同時也是動畫版的第一首片頭曲，只是本作特別篇由北谷洋 With 100 friends演唱。

劇情簡介
6歲的魯夫在佛夏村遇見了海賊「紅髮」傑克，魯夫一心嚮往成為海賊，於是一再要求傑克帶他一同出海，但傑克遲遲未答應，直到某天魯夫誤食橡膠果實，又被前來找碴的山賊丟下海，導致趕來救他的傑克被海王類咬斷了左臂。
為了實現與青梅竹馬克伊娜的約定，成為世界第一劍豪，索隆答應魯夫的要求，出海當海賊。
說謊成性的騙人布總是騙村民說海賊來了，豈料有一天海賊真的來了，並設下陷阱企圖毀滅村子，所幸得到魯夫等人的幫助，而他也在並肩作戰後成為他們的夥伴。
香吉士因為和哲普有著共同的夢想，尋找蔚藍海域「All Blue」，於是從小就在哲普手下擔任廚師，經過一番波折，哲普看到了魯夫堅定的信念，遂建議香吉士隨魯夫一同離開。
娜美從小就被海兵貝爾梅爾收養，並且夢想要繪製出自己親眼所見的世界地圖。不料她的繪畫地圖的天份卻被作惡多端的惡龍海賊團船長惡龍看上。
配音員列表
| 角色名稱        | 配音員             | 配音員     |
| 角色名稱        | 日本               | 台灣       |
| 草帽海賊團      | 草帽海賊團         | 草帽海賊團 |
| --------------- | ------------------ | ---------- |
| 蒙其·D·魯夫     | 田中真弓           | 詹雅菁     |
| 娜美            | 岡村明美           | 許淑嬪     |
| 羅羅亞·索隆     | 中井和哉           | 宋克軍     |
| 騙人布          | 山口勝平           | 符爽       |
| 賓什莫克·香吉士 | 平田廣明           | 孫中台     |
| 魯夫篇          |                    |            |
| 傑克            | 池田秀一           | 符爽       |
| 斑·貝克曼       | 田原阿爾諾         | 孫中台     |
| 耶穌布          | 小林通孝           | 宋克軍     |
| 拉奇·魯         | 土門仁   | 孫中台     |
| 瑪姬            | 大本眞基子         | 許淑嬪     |
| 風車村村長      | 園部啓一           | 孫中台     |
| 西格            | 岸野幸正           | 孟慶府     |
| 索隆篇          |                    |            |
| 喬拉可爾·密佛格 | 掛川裕彥           | 符爽       |
| 克比            | 土井美加           | 許淑嬪     |
| 貝魯梅伯        | 永野廣一 | 符爽       |
| 蒙卡            | 銀河萬丈           | 孟慶府     |
| 約瑟克          | 德山靖彥 | 宋克軍     |
| 強尼            | 高塚正也           | 孫中台     |
| 莉佳            | 宇和川惠美         | 許淑嬪     |
| 索隆（童年）    | 浦和惠             | 詹雅菁     |
| 克伊娜          | 豐嶋真千子         | 許淑嬪     |
| 耕四郎          | 石塚運昇           | 符爽       |
| 騙人布篇        |                    |            |
| 克洛            | 橋本晃一           | 符爽       |
| 傑克斯          | 矢尾一樹           | 孟慶府     |
| 可雅            | 國府田麻理子       | 許淑嬪     |
| 青椒頭          | 川莊美雪           | 許淑嬪     |
| 胡蘿蔔頭        | 日比愛子           | 孟慶府     |
| 洋蔥頭          | 大本眞基子         | 連婉鈞     |
| 香吉士篇        |                    |            |
| 克利克          | 立木文彥           | 符爽       |
| 哲普            | 樋浦勉   | 孫中台     |
| 銀仔            | 小野健一           | 宋克軍     |
| 帕魯            | 河本浩之 | 孟慶府     |
| 派迪            | 稻田徹             | 符爽       |
| 香吉士（童年）  | 大谷育江           | 連婉鈞     |
| 娜美篇          |                    |            |
| 惡龍            | 小杉十郎太         | 孫中台     |
| 貝爾梅爾        | 日高範子           | 詹雅菁     |
| 虹子            | 山崎和佳奈         | 連婉鈞     |
| 阿健            | 鹽屋浩三           | 符爽       |
| Dr.那克         | 麻生智久 | 孫中台     |
| 克羅歐比        | 江川央生           | 宋克軍     |
| 啾              | 小野坂昌也         | 孟慶府     |
| 小八            | 森川智之           | 符爽       |
| 老鼠            | 西脇保             | 宋克軍     |

### 空島特別篇
《航海王：空島篇》（日语：ONE PIECE エピソード オブ 空島）是電視動畫《ONE PIECE》的特別節目，於2018年8月25日在日本播出。
該兩小時特別節目以原著的著名篇章所重新繪製的版本接續製作，本作挑選的原作著名篇章為「空島篇」重新繪製成這套特別篇，在劇情上與原作有一定區別。為「週六PREMIUM」時段播出的《ONE PIECE》電視特別篇第九彈。
本作主題曲為「Hope」，同時也是電視動畫版的第20首片頭曲，由安室奈美惠演唱。
配音員列表
| 角色名稱        | 配音員                   | 配音員              |
| 角色名稱        | 日本                     | 台灣                |
| 草帽海賊團      | 草帽海賊團               | 草帽海賊團          |
| --------------- | ------------------------ | ------------------- |
| 蒙其·D·魯夫     | 田中真弓                 | 詹雅菁              |
| 羅羅亞·索隆     | 中井和哉                 | 宋克軍              |
| 娜美            | 岡村明美                 | 許淑嬪              |
| 騙人布          | 山口勝平                 | 符爽                |
| 賓什莫克·香吉士 | 平田廣明                 | 孫中台              |
| 多尼多尼·喬巴   | 大谷育江                 | 詹雅菁              |
| 妮可·羅賓       | 山口由里子               | 許淑嬪              |
| 神的軍團        |                          |                     |
| 艾涅爾          | 森川智之                 | 宋克軍              |
| 歐姆            | 竹本英史                 | 歐祖豪[12]          |
| 修羅            | 太田真一郎               | 符爽                |
| 大悟            | 高戶靖廣                 | 孟慶府[13]          |
| 涅盤            | 高塚正也                 | 歐祖豪[12]          |
| 蒙布朗家        |                          |                     |
| 蒙布朗·諾蘭德   | 大塚芳忠                 | 孟慶府[12]          |
| 蒙布朗·庫力凱   | 內田直哉[14]             | 歐祖豪[12]          |
| 香狄亞          |                          |                     |
| 卡爾葛拉        | 柴田秀勝                 | 符爽                |
| 瓦夷帕          | 相澤正輝                 | 李世揚[13]          |
| 瓦夷帕          | 木內玲子 （少年）        | 孟慶府[15] （少年） |
| 愛紗            | 鈴木真仁                 | 許淑嬪              |
| 穆思            | 皆口裕子                 | 詹雅菁              |
| 賽特（青年）    | 新井良平[16]             | 李世揚[13]          |
| 長老            | 增谷康紀[17]             | 孫中台              |
| 神之國          |                          |                     |
| 甘·福爾         | 市川猿之助[18] | 孫中台              |
| 柯妮絲          | 高橋理惠子               | 詹雅菁              |
| 神（400年前）   | 間宮康弘                 | 李世揚[13]          |
| 盧布尼爾王國    |                          |                     |
| 醫生            | 谷昌樹[19]     | 李世揚[20]          |
| 國王            | 菊池正美                 | 歐祖豪[13]          |
| 動物            |                          |                     |
| 皮耶爾          | 粗忽屋西神戶店           | 許淑嬪              |
| 絲絲            | 粗忽屋武藏野店           | 符爽                |
| 南南見鳥        | 高塚正也                 | 歐祖豪              |
| 諾蘭            | 高塚正也                 | 歐祖豪              |
| 其他            |                          |                     |
| 旁白            | 大場真人                 | 孫中台              |

### 粉絲來信
《航海王：粉絲來信》（日语：ONE PIECE FAN LETTER）是電視動畫《ONE PIECE》的特別節目，於2024年10月20日在日本富士電視台播出。該特別節目為慶祝本作《ONE PIECE》電視動畫已播映25周年記念作品。
工作人員
- 導演：石谷恵
- 人物設計・作畫導演：森佳祐
- 劇本：豊田百香

## 合作特別篇

### 美食獵人 & ONE PIECE
《美食獵人 & ONE PIECE 合作特別篇！！》是分別於2011年4月3日和2012年4月9日於富士電視台播放的動畫作品。本作是《美食獵人》和《ONE PIECE》兩部作品的跨界合作特別篇。
最初是《ONE PIECE 3D 追逐草帽大冒險》上映時，同步上映《美食獵人TORIKO 3D 開幕！美食大冒險！！》，同時因《美食獵人》動畫化，因此於《美食獵人》第1話和《ONE PIECE》第492話進行合作特別篇，隔年《美食獵人》第51話和《ONE PIECE》第542話再次在進行合作特別篇。

### 美食獵人 & ONE PIECE & 七龍珠Z
《美食獵人 & ONE PIECE & 七龍珠Z 超夢幻合作特別篇！！》，是2013年4月7日於富士電視台播放的動畫作品。
本作是《美食獵人》、《ONE PIECE》和《七龍珠Z》三部作品的跨界合作特別篇。

## 備註
1. ↑  其聲優在本篇聲演過各種無名配角。
2. 1 2  其聲優在本篇聲演過卡文迪許一角。
3. ↑  其聲優在本篇聲演過玉兒一角。
4. ↑  其聲優在本篇聲演過青雉／庫山一角。
5. ↑  與本篇相同，皆由大場真人擔任旁白。
6. ↑  其聲優在本篇聲演過香吉士一角。
7. ↑  其聲優在本篇聲演過布魯克一角。
8. ↑  其聲優在本篇聲演過佛朗基〈第2任〉一角。
9. ↑  其聲優在本篇聲演過索隆一角。
10. ↑  其聲優在本篇聲演過騙人布一角。
11. ↑  其聲優在本篇聲演過魯夫一角。
12. ↑  其聲優在本篇聲演過雲雀一角。

## 外部連結
- 東映動畫官方網站（页面存档备份，存于） （日語）
- 台視動畫官方網站（页面存档备份，存于） （繁體中文）